# Rick Berman
Richard Keith Berman (Nova Iorque, 25 de dezembro de 1945), mais conhecido como Rick Berman, é um produtor e roteirista norte-americano, famoso por seu trabalho na franquia Star Trek, onde ele produziu as quatro série modernas da franquia e os quatro filmes estrelando o elenco de Star Trek: The Next Generation. Berman manteve o controle criativo de Star Trek desde a morte de Gene Roddenberry em 1991 até o cancelamento de Star Trek: Enterprise em 2005.

## Infância e início
Berman nasceu em Nova Iorque, Nova Iorque. Ele estudou na Universidade de Wisconsin-Madison, se formando com um bacharelado em discurso em 1967. Em 1970, ele trabalhou como assistente de produção no curta experimental de John Lennon e Yoko Ono, Fly, sendo um de seus primeiros trabalhos na indústria do cinema.
Um documentarista prolífico na década de 1970, Berman viajou extensamente pelo mundo, visitando mais de noventa países. Como um produtor independente na década de 1980, Berman produziu várias séries de televisão para a HBO e a PBS, incluindo Big Blue Marble a qual ele venceu o Emmy Award de Melhor Série para Crianças, em 1982. Ele chegou na Paramount Pictures em 1984, servindo como diretor de programas atuais e diretor executivo de programas dramáticos, supervisionando  séries de televisão como MacGyver, Family Ties e Cheers.

## Star Trek
Em novembro de 1986, recentemente promovido a vice-presidente de projetos especiais e de longa forma para a Paramount Television, Berman foi chamado para uma reunião com Gene Roddenberry, cedo no desenvolvimento de uma série spin off de Star Trek. Ele se lembra da reunião:
| “ | Quando eu cheguei na reunião, o escritório de Gene estava cheio de altos executivos do estúdio. Gene não queria fazer aquilo que eles estavam propondo. Gene bateu na mesa e os executivos bateram de volta. Gene levantou a voz e eles levantaram suas ainda mais alto. No meio de toda essas batidas e gritarias, eu fiquei de boca fechada. Não que eu tenha escolhido isso como uma tática, simplesmente eu não tinha ideia do que eles estavam falando. Porém eu me lembro claramente de que em pelo menos duas ocasiões durante a reunião, os olhos de Gene pararam em mim por um instante e eu respondi com um leve sorriso malicioso. Mais tarde, Gene Roddenberry iria me dizer como aquele sorriso estava cheio de subtextos... Eu realmente acredito que não era nada além de um sorriso malicioso. | ” |

No segundo encontro, os dois homens conversaram sobre suas viagens – Roddenberry com o exército e Berman como documentarista – Berman descreveu o encontro como uma experiência de ligação, "amor a segunda vista". Em poucos dias, Berman foi oferecido com um cargo de produtor na nova série de Star Trek, um movimento que faria ele deixar seu posto de executivo para retornar a produção. Trabalhando junto com o produtor supervisor Robert H. Justman, ele escalou a tripulação da USS Enterprise-D e fez uma campanha pesada para que Roddenberry aceitasse Patrick Stewart como protagonista daquilo que iria se tornar Star Trek: The Next Generation.

### The Next GenerationeDeep Space Nine
Com a saída de Justman ao final do primeiro ano de The Next Generation e a diminuição do envolvimento de Roddenberry na produção diária da série, Berman ascendeu rapidamente para o papel de produtor executivo, um título que ele manteve sozinho após a morte de Roddenberry em 1991.
Ao supervisionar todos os aspectos da produção de The Next Generation, Berman descreveu seu trabalho como monitorar todos os aspectos da série que mudavam e aqueles que permaneciam, com o objetivo de proteger o equilíbrio. "Meu trabalho também inclui monitorar o 'grau de curva'... deixar que os programas e os filmes evoluam, porém mantendo a visão de Gene no curso".
Berman mais tarde lembraria, "Eu aprendi a visão de Gene diretamente dele. Não era a minha visão sobre o futuro, porém estava na fundação de Star Trek. Era como estudar uma língua estrangeira. Eu aprendi". Ao manter um pequeno busto de Roddenberry em seu escritório, ele frequentemente iria se referir àquilo que Roddenberry teria feito se estivesse vivo para continuar dirigindo TNG. Quando qualquer um dos roteiristas propusesse uma ideia que Berman achasse que fosse explicitamente contrária ao decreto, ele iria "cegar" o busto.
Com o enorme sucesso de TNG, a Paramount Pictures pediu para que Berman e seus associados preparassem uma nova série spin-off de Star Trek, uma para ir ao ar conjuntamente com The Next Generation, suplantando-a assim que ela se encerasse. A série, que acabou se tornando Star Trek: Deep Space Nine, seria o primeiro programa de televisão criado por ele.
Apesar das críticas de que Deep Space Nine, co-criada por Berman e Michael Piller, era muito mais sombria do que as séries anteriores de Star Trek, ele consistentemente negou tais afirmações, dizendo:
| “ | Me pediram para criar e desenvolver uma série que serviria como peça companheira à The Next Generation por um período de um ano e meio, e então TNG sairia do ar e esse novo programa iria continuar. Então eu pedi para que Michael Piller se envolvesse, e nós nos juntamos. Eu nunca tive a oportunidade de discutir quaisquer ideias com Gene. Isso foi bem próximo do final da vida de Gene, e ele estava bem doente na época. Porém ele sabia que estávamos trabalhando em algo, e eu definitivamente tinha sua benção ao desenvolvê-la. | ” |

### Filmes eVoyager
Ao final da sétima temporada de The Next Generation, seus deveres de produtor executivo seguiram para a responsabilidade de supervisionar a continuação daquela série na tela grande. Com o processo de desenvolver um filme de TNG começando em 1992, a situação mesmo assim foi apressada, como ele lembra:
| “ | As pessoas do estúdio de televisão me conheciam e sabiam como eu trabalhava, e confiaram em mim por sete anos. Porém as pessoas do filme não, e eu tive de desenvolver uma harmonia com eles... originalmente eles queriam tudo em março. Depois eles disseram Natal, e depois Dia de Ação de Graças. Estava tudo se acumulando em nós. | ” |

Um dos poucos produtores a fazer a transição de televisão para cinema de forma bem sucedida, o eventual Star Trek Generations de Berman foi um sucesso financeiro, assegurando seu lugar no mundo dos filmes de Star Trek.
Apesar da prosperidade geral de Deep Space Nine, a Paramount pressionou Berman para uma nova série de televisão. Tão perto do final de TNG e indo ao ar junto com DS9, Berman admitiu em 2006 que ele achava que muitos aspectos daquilo que viria a ser Star Trek: Voyager, infelizmente, não funcionaram:
| “ | Eu acho que muitas coisas não funcionaram. Foi a primeira tentativa de fazer uma série de Star Trek em uma nave estelar que não era a Enterprise. Era um programa que foi empurrado para o povo um pouco rápido de mais, o que foi difícil. Foi muito difícil ter uma protagonista mulher que poderia ter a autoridade de um capitão da Frota Estelar e simultaneamente ter as qualidades femininas que todos queriam. Foi algo difícil de se fazer. Eu acho que isso deve ter sido parte da motivação para trazer Jeri Ryan ... Era algo que tentamos fazer, algo que acho que fizemos de forma bem sucedida, porém não do modo que queriamos. Eu acho que pode ter havido um problema com toda a ideia de jogar a nave para o outro lado da galáxia, porque eu acho que Star Trek, em sua alma, é um programa sobre ir até novos lugares e descobrir novas coisas, e esse era um programa sobre voltar e tentar encontrar um caminho para casa. Nós esperavámos que a quantidade de aventura e exploração fosse a mesma em nossa jornada para casa, porém acho que algo se perdeu no caminho. | ” |

Enquanto Voyager iria falhar em alcançar os mesmo números de audiência que The Next Generation e mesmo Deep Space Nine tiveram, a Paramount e a UPN ainda a consideraram rentável e um commodity desejável. Com o final da sétima temporada de Voyager, Berman novamente recebeu um pedido para criar uma nova série—uma que iria ao ar no outono de 2001, apenas alguns meses depois da conclusão de Voyager.

### EnterpriseeNemesis
Se juntando com Brannon Braga, Berman co-criou e foi o produtor executivo de Star Trek: Enterprise, sem dúvida o mais controverso de seus esforços. Creditado por polarizar a base de fãs de Star Trek, que aparentemente estava diminuindo, Enterprise era, por sua insistência, drasticamente diferentes dos programas anteriores.
Estreando para um público relativamente grande, Enterprise rapidamente perdeu audiência e inspirou várias críticas, com os fãs alegando violações a continuidade já estabelecida da franquia. Com o fracasso de Star Trek Nemesis nas bilheterias de 2002, falou-se abertamente sobre a remoção de Berman:
| “ | Ao contrário das pessoas na internet que parecem achar que eu nunca me importei com a franquia Star Trek, eu me importei e me importo. Eu achei que se alguém fosse manter a visão de Gene Roddenberry verdadeira seria provavelmente melhor eu do que me retirar. | ” |

Mesmo assim, com a aproximação do final da quarta temporada de Enterprise, a Paramount e a UPN anunciaram o cancelamento da série e o aparente fim do mandato de Berman como supervisor de todas as produções de Star Trek. Com o final do programa, surgiram rumores de que ele e a Paramount estavam trabalhando em um décimo primeiro filme da franquia, com Berman se juntando ao roteirista Erik Jendresen em um projeto que foi intitulado Star Trek: The Beginning. Entretanto, em abril de 2006, a nova liderança da Paramount não aceitou seu novo projeto e Berman encerrou se envolvimento na franquia. J. J. Abrams o substituíria como o encarregado por Star Trek.

## Vida pessoal
Berman é casado desde 1980 com Elizabeth Berman. Eles têm dois filhos, Tom e Eddie, e uma filha, Molly.